# 红波利亚纳 (维亚茨基耶波利亚内区)
红波利亚纳（羅馬化：Krasnaya Polyana）是俄罗斯基洛夫州的市级镇，属维亚茨基耶波利亚内区，位于伏尔加河流域内卡马河支流维亚特卡河畔，地处基洛夫州东南部，在区行政中心维亚茨基耶波利亚内东、州府基洛夫东南方，靠近该州与鞑靼斯坦共和国及乌德穆尔特共和国的边界。
该地2021年人口有5,777人；2010年人口6,779；2002年人口8,073；1989年人口8,532。